# Aušautis
Aušautis či Auskatis je baltský bůh léčení. Poprvé je zmíněn Georgem von Polenz v roce 1530 jako Ausschauts a srovnán s římským Aesculapiem. Později je v Sudavské knížce uváděn jako „Aušauts – bůh (tělesných) nedostatků, nemocí a hříchů“. Jako boha zdraví jej zmiňuje také Jan Malecki a Jan Łasicki. Jméno tohoto božstva se odvozuje od litevského šáuti „střílet, rychle běžet, posunovat se“ a vykládá jako „ten, kdo odsunuje (nemoc)“. Vladimír Toporov jeho jméno odvozuje od litevského kuntù „zotavit se, zesílit“ a vykládá jako „uzdravovatel“.